# David Spielberg
David Spielberg (* 6. März 1939 in Mercedes, Texas; † 1. Juni 2016 in Los Angeles, Kalifornien) war ein US-amerikanischer Schauspieler.

## Leben
Spielberg wurde im Krankenhaus von Mercedes geboren und wuchs in Weslaco, einer texanischen Kleinstadt im Hidalgo County auf. Sein Vater George Spielberg (1900–1988) war Kaufmann rumänischer Abstammung und seine Mutter Manuelita „Mamie“ Benitez (1908–1948) Schullehrerin und Künstlerin mexikanischer Abstammung; sie verstarb, als er neun Jahre alt war.
Der Vater und eine Bekannte der Familie, Consuelo, die Spielberg nach eigenen Angaben „Mama Cello“ nannte, zogen ihn und seinen Bruder Joe nach dem Tod der Mutter auf. Sein Onkel betrieb ein Filmtheater in Weslaco, was sein Interesse für Filme und die Schauspielerei früh weckte. Er war ein großer Fan alter Filme Alfred Hitchcocks und von Billy Wilder.
Bis 1957 besuchte er die  Weslaco High School und war Mitglied des Football-Teams. Seinen darauf folgenden zweijährigen Militärdienst bei der US-Marine leistete er in der Naval Station Norfolk in Virginia ab. Während eines Ausflugs nach New York City sah er sein erstes Bühnenstück am Broadway: Compulsion mit Roddy McDowall. Dies veranlasste ihn nach dem Ende seiner Dienstzeit 1959, sich im Hauptfach Schauspiel an der University of Texas in Austin einzuschreiben. Er sammelte erste Schauspielerfahrungen, verließ die Universität jedoch zugunsten einer zweijährigen Schauspielausbildung in New York.
Am 13. Juni 1965 heiratete er seine erste Ehefrau, die Kunsthändlerin Barbara Gladstone; aus dieser Ehe stammt der gemeinsame Sohn Daniel. Von 1989 bis zu seinem Tod am 1. Juni 2016 war er mit seiner zweiten Ehefrau Janie verheiratet. Spielberg starb im Alter von 77 Jahren infolge eines Herzinfarkts.

## Karriere
Im Alter von knapp zwanzig Jahren stand Spielberg 1959 das erste Mal in Austin auf der Bühne und es folgten zwei Jahre Schauspielausbildung in New York. 1969 zog es ihn schließlich, mit inzwischen fast zehn Jahren Bühnenerfahrung nach Kalifornien.
Seine erste Nebenrolle im Fernsehen hatte er in der Familienserie Where the Heart Is. Seinen Durchbruch schaffte er 1971 als Deputy D.A. Vernon Wahlburg mit der Fernsehserie The Bold Ones: The Lawyers. Bekannt wurde er 1973 an der Seite von Robert Urich, Anne Archer und Anita Gillette in der nur eine Staffel umfassenden Sitcom Bob and Carol and Ted and Alice als Ted Henderson. In der Serie, die als Ableger des für vier Oscars nominierten gleichnamigen Films konzipiert war, spielte die damals erst 10-jährige Jodie Foster seine Tochter. Es folgten weitere Rollen in Fernsehserien wie Wheels, Law & Order, Ein Engel auf Erden, Familienbande, L.A. Law – Staranwälte, Tricks, Prozesse, Emergency Room – Die Notaufnahme als Dr. Neil Bernstein und in Raumschiff Enterprise – Das nächste Jahrhundert als Sternenflotten-Kommandant Calvin „Hutch“ Hutchinson.
Sein Filmdebüt hatte Spielberg 1972 in dem von Paul Newman produzierten Film Die Wirkung von Gammastrahlen auf Ringelblumen, die auf dem gleichnamigen Bühnenstück von Paul Zindel aus dem Jahr 1971 basiert und der dafür den Pulitzer-Preis erhielt. Es folgten Haupt- und Nebenrollen in Filmen wie Auf eigene Gefahr (1974), Law and Disorder (1974), Straßen der Nacht (1975), American Raspberry (1977), Die Chorknaben (1977), Real Life (1979), Philadelphia Clan (1979), Christine (1983), Erinnern ist tödlich (1987), Alice (1990), Wird Annie leben? (1994) und Red Ribbon Blues – Geschäft mit dem Tod im Jahr 1996. Eine seiner letzten Rollen in einem Film hatte er 2007 in dem B-Movie Plane Dead – Zombies on a Plane.
Als Theaterschauspieler war er Ensemble-Mitglied diverser Bonnie Franklin’s Classic Contemporary American Play-Produktionen am Ford Theatre in Los Angeles. So spielte er zwischen 2001 und 2002 in William Inges Bühnenstück Come Back, Little Sheba – bei dem er auch Regie führte – an der Seite von Piper Laurie und Zooey Deschanel sowie in Neil Simons Bühnenstück Plaza Suite an der Seite von Bonnie Franklin, Teri Garr und John Rubinstein, bei dem Marilyn Shapiro Regie führte.

## Filmografie (Auswahl)

### Fernsehen
| Titel                                 | Rolle                 |
| ------------------------------------- | --------------------- |
| The American Girls                    | Francis X. Casey      |
| Bob and Carol and Ted and Alice       | Ted Henderson         |
| Verdammt in alle Ewigkeit (Miniserie) | Lieutenant David Ross |
| Jessica Novak                         | Max Kenyon            |
| Lachen auf Rezept (1976)              | Dr. David Bedford     |
| Hart aber herzlich (1981)             | Thomas Crawford       |

Quelle: Encyclopedia of American Radio, 1920–1960, 2nd Edition